# 전쟁생산위원회
전쟁생산위원회(영어: War Production Board, WPB)는 제2차 세계 대전 기간 동안 전시에 필요한 생산을 감독했던 미국 정부 기관이었다. 프랭클린 D. 루스벨트 대통령은 1942년 1월 행정명령 9024호로 이를 설립했다. WPB는 공급 우선 순위 및 할당 위원회와 생산 관리국을 대체했다.
WPB는 전시와 관련된 기업을 평시 생산에서 전시 필요 생산으로 전환하도록 지시하고, 부족한 자재를 할당하며, 자재 및 서비스 분배의 우선순위를 정하고, 비필수 생산을 금지했다. 또한 휘발유, 난방유, 금속, 고무, 종이, 플라스틱과 같은 상품을 배급했다. 이 기관은 1945년 일본 패전 후 거의 두 달 만에 해체되었고, 1945년 말에는 민간생산관리국으로 대체되었다.
1942년부터 1945년까지 WPB는 1,830억 달러(2023년 $2.6조에 해당) 상당의 무기와 보급품 생산을 감독했으며, 이는 전 세계 군수품 생산량의 약 40%에 해당한다. 영국, 소련 및 기타 연합국은 추가로 30%를 생산했으며, 추축국은 30%만 생산했다. 미국 생산량의 4분의 1은 군용기였고, 4분의 1은 군함이었다. 한편, 민간 생활 수준은 거의 동일하게 유지되었다.

## 조직
위원회의 초대 의장은 도널드 넬슨으로, 1942년부터 1944년까지 재직했다. 그 뒤를 이어 줄리어스 앨버트 크러그가 1944년부터 위원회가 해산될 때까지 재직했다.
전국 WPB는 의장, 육군장관, 해군장관, 농업부 장관, 국방부 조달 담당 중장, 물가행정국 국장, 연방대부행정관, 경제전쟁위원회 의장, 그리고 국방지원 프로그램 대통령 특별 보좌관으로 구성되었다. WPB는 자문, 정책 결정, 진행 보고 부서를 두었다.
WPB는 전쟁 노력을 위해 필요한 자원의 다단계 모델을 구축하고 유지하는 역할을 담당한 수학자들을 고용했다. 그들의 모델에는 제조 결함, 선박이 침몰할 때 손실된 재료 등이 포함되었다. 체계적인 부족을 드러낸 현장 보고서를 분석한 후, 수학자들은 위원회에 제출된 할당량을 10배 증가시키기로 결정했다.
WPB는 12개의 지역 사무실을 관리했으며 전국에 120개의 현장 사무소를 운영했다. 이들은 주 전쟁 생산 위원회와 협력하여 주 전쟁 생산 시설에 대한 기록을 유지하고 주 사업체들이 전쟁 계약 및 대출을 확보하도록 도왔다.

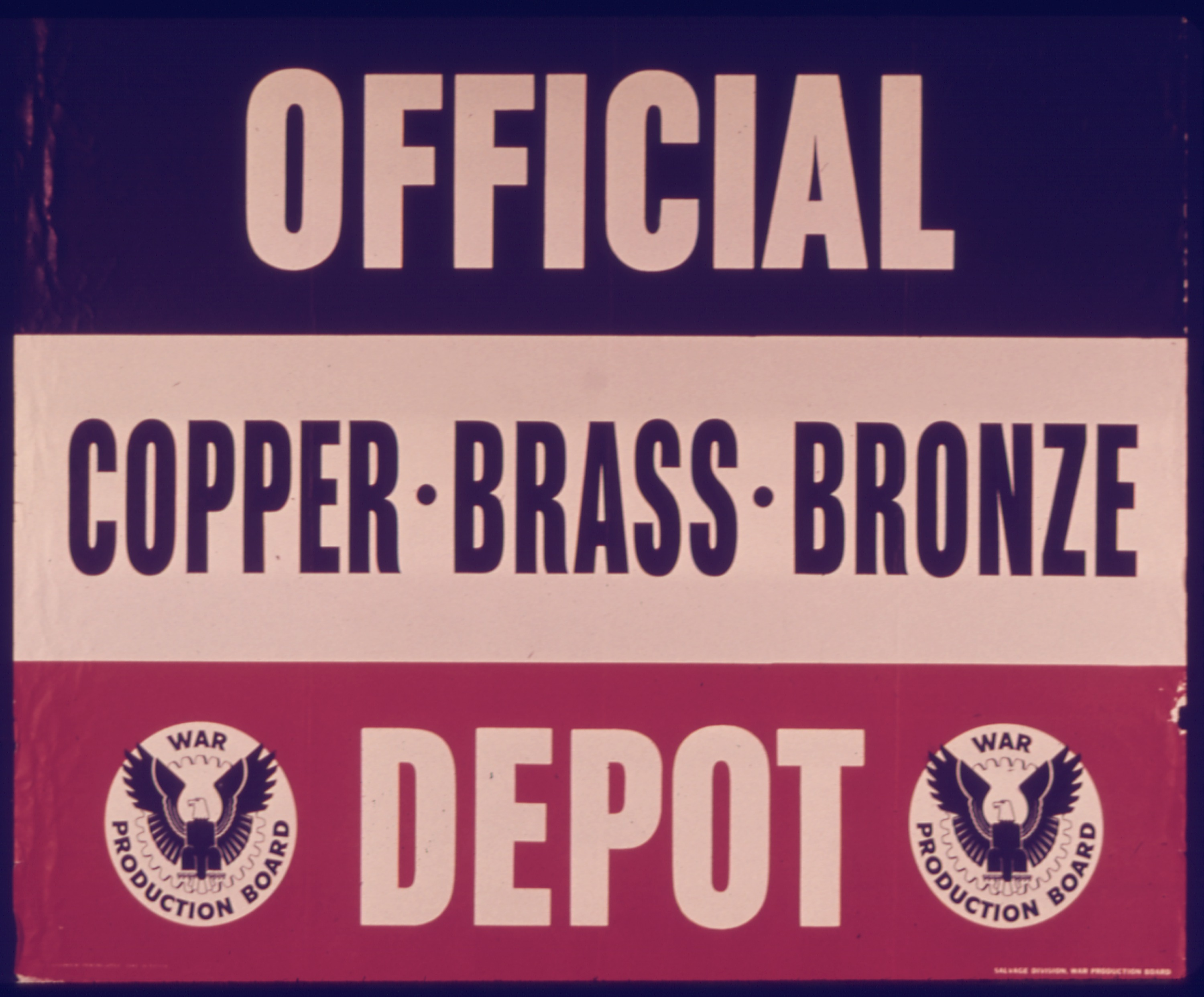

전국 WPB의 주요 임무는 민간 산업을 전쟁 생산으로 전환하는 것이었다. WPB는 강철, 알루미늄, 고무와 같은 희소 재료의 우선순위를 정하고 할당했으며, 나일론이나 냉장고와 같은 비필수 산업 생산을 금지하고, 임금과 물가를 통제했으며, "고철을 기부하여 오클라호마 소년들이 우리의 생활 방식을 구하도록 돕자"와 같은 애국적인 선전을 통해 국민들을 동원했다. 고철 수거 운동과 같은 행사를 시작했으며, 이는 지역적으로 큰 성공을 거두었다. 예를 들어, 1942년 10월의 전국 고철 수거 운동은 미국인 1인당 평균 거의 82 파운드 (37 kg)의 고철을 수거하는 결과를 낳았다.
WPB 명령 M-9-C는 구리 보존과 관련이 있었으며, 1942년 5월 The Film Daily는 이것이 새로운 영화 사운드 및 영사 장비 생산에 적용되지만 이미 생산된 품목의 배송에는 적용되지 않을 것이라고 보도했다.

## 영향
WPB와 미국 전역의 공장들은 큰 변화를 가져왔다. 1940년 6,000대였던 군용기 생산량은 1943년 85,000대로 급증했다. 실크 리본을 만들던 공장은 이제 낙하산을 생산하고, 자동차 공장은 탱크를 만들고, 타자기 회사는 소총을 생산하고, 속옷 제조업체는 모기장을 봉제하며, 롤러코스터 제조업체는 폭격기 수리 플랫폼 생산으로 전환했다. WPB는 각 공장이 가장 짧은 시간 내에 가장 많은 전쟁 물자를 생산하는 데 필요한 자재를 확보하도록 보장했다.
미국의 생산이 없었다면 연합국은 결코 전쟁에서 승리할 수 없었을 것이다.
 — 이오시프 스탈린이 1943년 테헤란 회담 만찬에서
넬슨은 재임 기간 동안 군부로부터 광범위한 비판에 직면했다. 역사가 도리스 컨스 굿윈에 의해 "습관적으로 우유부단하다"고 묘사된 넬슨은 다양한 기관의 상충되는 요구를 정리하는 데 어려움을 겪었다. 헨리 L. 스팀슨 육군장관은 "책임을 지지 못한다"고 넬슨을 끊임없이 비판했다. 그는 국방부의 로버트 P. 패터슨과 끝없이 논쟁했다. 패터슨은 보통 군수품이 전쟁 승리에 필수적이므로 민간 수요의 우선순위를 낮춰야 한다고 주장했고, 그 주장이 대개 받아들여졌다. 1943년 2월, 루스벨트는 버나드 바루크에게 넬슨 대신 WPB 수장이 되어달라고 요청했지만, 고문 해리 홉킨스의 설득으로 마음을 바꾸어 넬슨은 그 직책에 남았다.
1942년부터 1945년까지 WPB는 총 1,850억 달러(2023년 $2.63조에 해당) 상당의 군수품과 보급품 생산을 지휘했다. 전쟁이 끝나자 대부분의 생산 제한이 빠르게 해제되었고, WPB는 1945년 11월 3일 폐지되었으며, 남아있는 기능은 민간생산관리국으로 이관되었다.

## 구성원

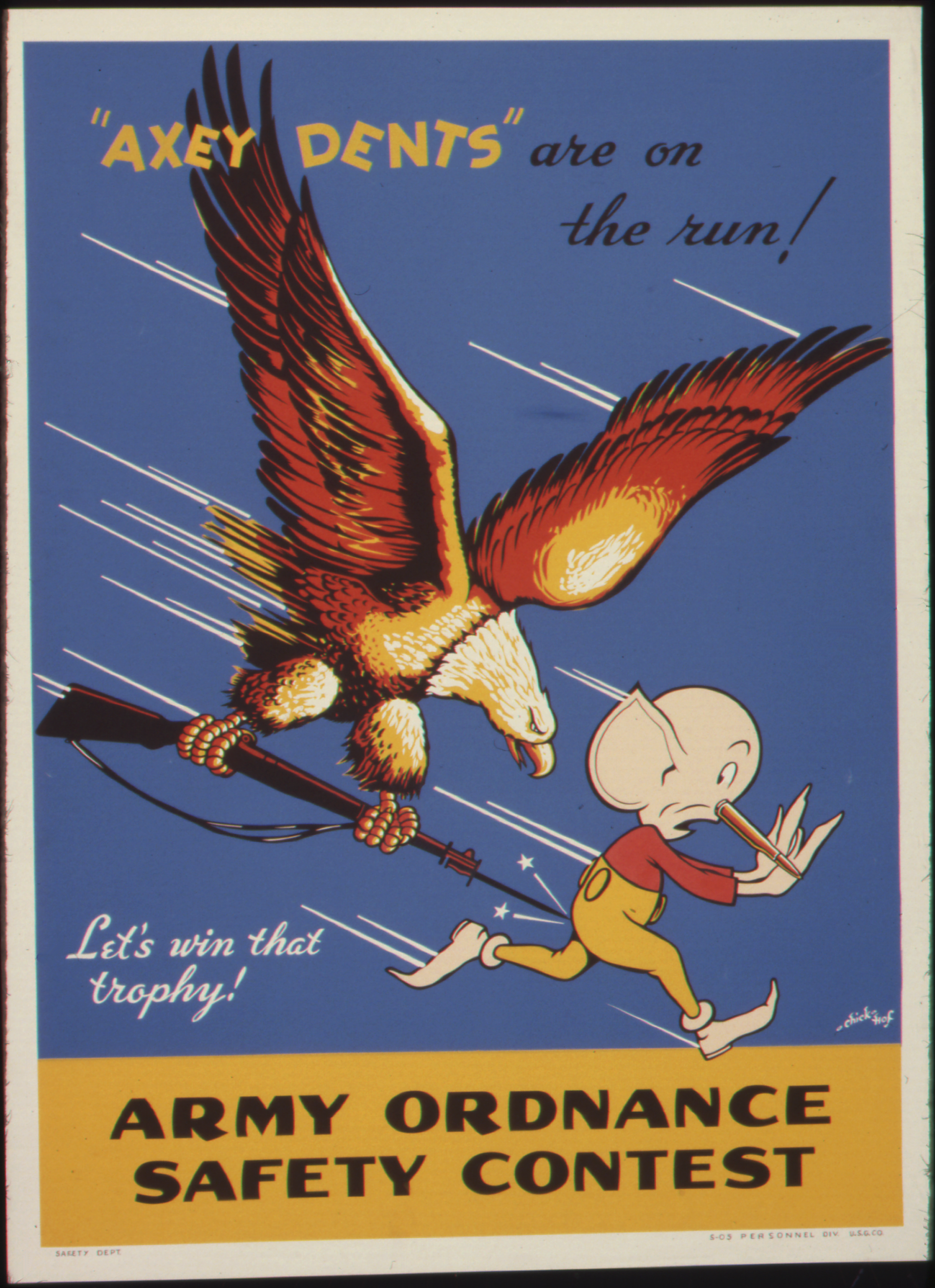
제2차 세계 대전 절정기(1942~1943년경)에 전쟁 생산 위원회에서 발행한 미 육군 군수품 안전 캠페인

- 윌리엄 비벌리 머피, 캠벨 수프 컴퍼니 사장 및 CEO
- 찰스 E. 윌슨, 제너럴 일렉트릭 사장
- T. S. 피치, 워싱턴 스틸 코퍼레이션 사장 및 CEO
- 포스틴 존슨 솔론, O-I 유리를 대표하는 전쟁 생산 위원회 의장
- 어빙 브라운, 미국노동연맹 대표[14]
- 매튜 M. 폭스, 유니버설 픽처스 부사장

## 민간생산관리국
행정명령 9638호는 민간생산관리국을 창설하고 1945년 10월 4일 전쟁생산위원회를 해체했다. 민간생산위원회는 다른 기관들과 통합되어 대통령 집무실의 비상 관리실 산하 임시 통제실을 구성했다. 후자는 이전에 1939년 재조직법에 따라 설립되었다. 행정 명령은 대통령이 임명하는 임시 통제 관리자를 두어 임시 통제실을 이끌도록 했으며, 그에게 물가 관리자의 기능을 포함한 여러 기능을 부여했다.

## 같이 보기
- 경제전쟁위원회
- Combined Food Board, 영국 및 캐나다와 함께
- Combined Munitions Assignments Board, 가장 중요한 위원회
- Combined Production and Resources Board
- Combined Raw Materials Board
- 전국노동관계위원회
- 전쟁 인력 위원회
- 물가행정국
- 전쟁 동원 사무국

## 내용주
1. ↑  Executive Order 9024 – Establishing the War Production Board (January 16, 1942)
2. ↑  Herman 2012, 164–65쪽.
3. ↑  Herman 2012, 164–65, 193–94, 197–99쪽.
4. ↑  Butler, Pierce, 편집. (1945). 〈War and the book trade〉. 《Books and libraries in wartime》. Chicago: University of Chicago Press. 88–104쪽. OCLC 1349001.
5. ↑  《Industrial Mobilization for War: History of the War Production Board and Predecessor Agencies: 1940–1945》. United States Bureau of Demobilization, Civilian Production Administration. 1947. 961–62쪽. hdl:2027/uiug.30112041826683.
6. ↑  Herman 2012, 80, 164–65, 194–99쪽.
7. 1 2 3  “War Production Board”. 2009년 11월 29일에 원본 문서에서 보존된 문서. 2009년 10월 10일에 확인함.
8. ↑  “No More Copper for New Motion Picture Equipment”. 《The Film Daily》 (New York). 1942년 5월 19일. 1, 6면. 2016년 6월 5일에 확인함.
9. ↑  One War Won, TIME, December 13, 1943
10. ↑  Keith E. Eiler, Mobilizing America: Robert P. Patterson and the War Effort, 1940–1945 (1997) pp, 405–406.
11. ↑  Bernard M. Baruch, The public years (1960) pp 310–320.
12. ↑  Goodwin, Doris Kearns (1994). 《No Ordinary Time》. Simon & Schuster. 181–82쪽. ISBN 978-0684804484.
13. ↑  Arthus Herman, Freedom's Forge: How American Business Produced Victory in World War II, (2012). pp. 192–95, 206–07, 247.
14. ↑  Fowler, Glen (1989년 2월 11일). “Irving Brown, 77, U.S. Specialist On International Labor Movement”. 《New York Times》. 2012년 9월 19일에 확인함.
15. ↑  Executive Order 9638 – Creating the Civilian Production Administration and Terminating the War Production Board (October 4, 1945)
16. ↑  Reorganization Act of 1939, Pub.L. 76–19, 53 Stat. 561, 1939년 4월 3일 제정
17. ↑  Executive Order 9809 – Providing for the Disposition of Certain War Agencies (December 12, 1946)

## 간행물
- Studies in industrial price control by United States Office of Temporary Controls. U.S. Govt. Print. Off., 1947
- Problems in price control: legal phases by United States Office of Temporary Controls. U.S. Govt. Print. Off., 1947
- Problems in price control by United States Office of Temporary Controls. U.S. Govt. Print. Off., 1948
- The beginnings of OPA by United States Office of Temporary Controls. Office of Temporary Controls, Office of Price Administration, 1947
- Guaranteed wages by United States Office of Temporary Controls. U.S. Govt. Print. Off., 1947

## 추가 자료
- Carew, Michael G. Becoming the Arsenal: The American Industrial Mobilization for World War II, 1938–1942 (University Press of America, 2010).

- Catton, Bruce (1948). 《The War Lords of Washington》. New York: Harcourt, Brace, & Co. online
- Eiler, Keith E. Mobilizing America: Robert P. Patterson and the War Effort, 1940–1945 (1997)

- Herman, Arthur (2012). 《Freedom's Forge: How American Business Produced Victory in World War II》. New York: Random House. ISBN 9781400069644.

- Holl, Richard E. From the boardroom to the war room: America's corporate liberals and FDR's preparedness program (University of Rochester Press, 2005).
- Koistinen, Paul A.C. Arsenal of World War II: The political economy of American warfare, 1940–1945 (2004) online.
- Koistinen, Paul AC. "Mobilizing the World War II economy: labor and the industrial-military alliance." Pacific Historical Review (1973): 443–478 online.

- United States Bureau of the Budget. The United States at war; development and administration of the war program by the Federal Government (1946; reprint 1972) online also for downloading

- Wilson, Mark R. " 'Taking a Nickel Out of the Cash Register': Statutory Renegotiation of Military Contracts and the Politics of Profit Control in the United States during World War II." Law and History Review 28.2 (2010): 343–383.